# Campeonato Mundial de Atletismo Júnior de 2010 - Salto com vara feminino
A prova do salto com vara feminino do Campeonato Mundial de Atletismo Júnior de 2010 ocorreu entre os dias 23 e 24 de julho em Moncton, no Canadá. 

## Recordes
Antes desta competição, os recordes mundiais e do campeonato nesta prova eram os seguintes:
|     | Nome                                           | Nacionalidade              | Altura | Local              | Data                                    |
| --- | ---------------------------------------------- | -------------------------- | ------ | ------------------ | --------------------------------------- |
| WJR | Angelica Bengtsson                             | Suécia                     | 4.63 m | Estocolmo          | 22 de fevereiro de 2011                 |
| CR  | Floé Kühnert Ekaterina Kolesova Valeriya Volik | Alemanha · Rússia · Rússia | 4.40 m | Kingston Bydgoszcz | 18 de julho de 2002 11 de julho de 2008 |

## Medalhistas
| Ouro                     | Prata                       | Bronze                |
| Angelica Bengtsson (SWE) | Victoria Von Eynatten (GER) | Holly Bleasdale (GBR) |

## Cronograma
Todos os horários são locais (UTC-4).
| Data        | Hora  | Evento       |
| ----------- | ----- | ------------ |
| 23 de julho | 09:30 | Qualificação |
| 24 de julho | 14:20 | Final        |

## Resultados

### Qualificação
A qualificação se iniciou no dia 23 de julho ás 09:30. 
Grupo A
| Posição | Atleta                | Nacionalidade  | Resultados | Notas |
| ------- | --------------------- | -------------- | ---------- | ----- |
| 1       | Holly Bleasdale       | Reino Unido    | 3.95       | q     |
| 1       | Michaela Meijer       | Suécia         | 3.95       | q     |
| 3       | Anzhelika Sidorova    | Rússia         | 3.95       | q     |
| 4       | Kseniya Chertkoshvili | Ucrânia        | 3.95       | q     |
| 5       | Caroline Hasse        | Alemanha       | 3.95       | q     |
| 6       | Hulda Þorsteinsdóttir | Islândia       | 3.85       | q     |
| 6       | Kelsie Ahbe           | Estados Unidos | 3.85       | q     |
| 8       | Alessandra Lazzari    | Itália         | 3.85       |       |
| 9       | Kira Grünberg         | Áustria        | 3.85       |       |
| 10      | Natalia Krupinska     | Polónia        | 3.85       |       |
| 11      | Mireia Bonjoch        | Espanha        | NHM        |       |

Grupo B
| Posição | Atleta                | Nacionalidade  | Resultados | Notas |
| ------- | --------------------- | -------------- | ---------- | ----- |
| 1       | Shade Weygandt        | Estados Unidos | 4.05       | q     |
| 2       | Victoria Von Eynatten | Alemanha       | 3.95       | q     |
| 2       | Angelica Bengtsson    | Suécia         | 3.95       | q     |
| 4       | Amanda Bartrim        | Austrália      | 3.95       | q     |
| 5       | Sally Scott           | Reino Unido    | 3.95       | q     |
| 6       | Sara Bercan           | Eslovênia      | 3.95       | q     |
| 7       | Aurélie De Ryck       | Bélgica        | 3.65       |       |
| 8       | Karleigh Parker       | Canadá         | NM         |       |
| 9       | Marion Fiack          | França         | NM         |       |
| 10      | Kerry Charlesworth    | Nova Zelândia  | NM         |       |

### Final
A prova final foi realizada no dia 24 de julho ás 14:20. 
| Posição           | Atleta                | Nacionalidade  | Resultados | Notas |
| ----------------- | --------------------- | -------------- | ---------- | ----- |
| Medalha de ouro   | Angelica Bengtsson    | Suécia         | 4.25       |       |
| Medalha de prata  | Victoria Von Eynatten | Alemanha       | 4.20       |       |
| Medalha de bronze | Holly Bleasdale       | Reino Unido    | 4.15       |       |
| 4                 | Anzhelika Sidorova    | Rússia         | 4.05       |       |
| 5                 | Sara Bercan           | Eslovênia      | 4.05       |       |
| 6                 | Caroline Hasse        | Alemanha       | 3.95       |       |
| 7                 | Kelsie Ahbe           | Estados Unidos | 3.95       |       |
| 7                 | Shade Weygandt        | Estados Unidos | 3.95       |       |
| 9                 | Amanda Bartrim        | Austrália      | 3.80       |       |
| 9                 | Sally Scott           | Reino Unido    | 3.80       |       |
| 9                 | Hulda Þorsteinsdóttir | Islândia       | 3.80       |       |
| 9                 | Kseniya Chertkoshvili | Ucrânia        | 3.80       |       |
| 10                | Michaela Meijer       | Suécia         | NM         |       |

Legenda
| Recorde mundial       | Recorde mundial (World record)               |                       | Recorde africano                      | Recorde africano (African) |                                           | Q | Classificado por posição (Qualified) |
| Recorde do campeonato | Recorde do campeonato (Championship record)  | Recorde da América    | Recorde da América (Americas)         | q                          | Classificado por melhor tempo (Qualified) |   |                                      |
| Melhor marca do ano   | Melhor marca do ano (World leading)          | Recorde asiático      | Recorde asiático (Asian)              | DNS                        | Não largou (Did not start)                |   |                                      |
| Recorde nacional      | Recorde nacional (National record)           | Recorde europeu       | Recorde europeu (European)            | DNF                        | Não terminou (Did not finish)             |   |                                      |
| Recorde pessoal       | Recorde pessoal do atleta (Personal best)    | Recorde da Oceania    | Recorde da Oceania (Oceania)          | DSQ / DQ                   | Desclassificado (Disqualified)            |   |                                      |
| Recorde da temporada  | Recorde da temporada do atleta (Season best) | Recorde sul-americano | Recorde sul-americano (South America) | NM                         | Sem marca (No mark)                       |   |                                      |